# Sorghum arundinaceum
Sorghum arundinaceum är en gräsart som först beskrevs av Nicaise Auguste Desvaux, och fick sitt nu gällande namn av Otto Stapf. Sorghum arundinaceum ingår i släktet durror, och familjen gräs. Inga underarter finns listade i Catalogue of Life.

## Bildgalleri

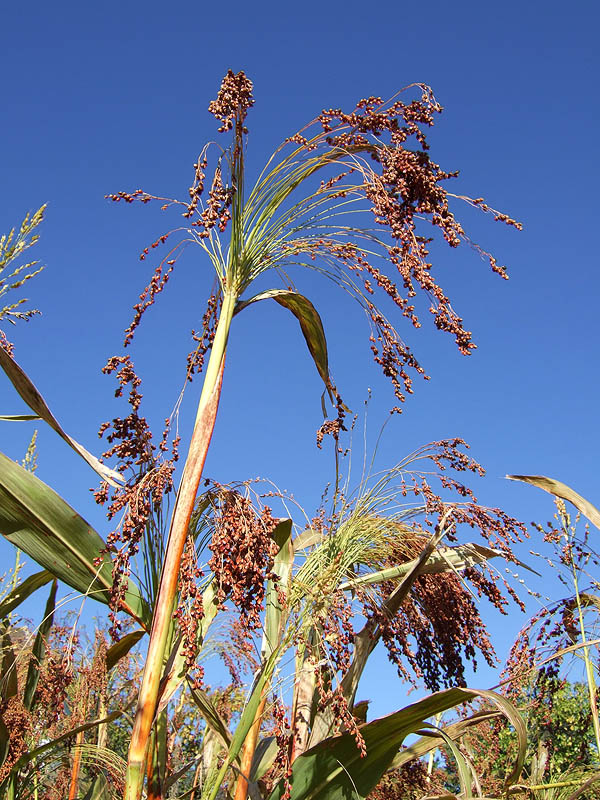